# ダイフェンドレヒト駅
ダウフェンドレヒト駅（ダウフェンドレヒトえき、蘭: Station Duivendrecht、 スタシオン・ダウフェンドレヒト）は、オランダのアウデル・アムステル市（Gemeente Ouder-Amstel）ダウフェンドレヒト地区にあるオランダ鉄道（NS）の駅。隣接するアムステルダム市営交通会社（GVB）のダウフェンドレヒト駅（Station Duivendrecht）を含める場合もある。

## 概要
この駅はウエースプ駅とライデン中央駅を結ぶ東西路線（ウエースプ-ライデン線）と、アムステルダム中央駅とゼーフェナール駅を結ぶ南北路線（アムステルダム-エルテン線）が直角に交わる位置にあり、東西路線が下層階、南北路線が上層階に乗り入れ立体交差している。アムステルダム市外への長距離客が市内交通のメトロと乗り換える乗換駅ともなっており、乗降客は多い。

## 主な路線

### オランダ鉄道
アムステルダム中央駅、ザーンダム駅、アルクマール、アウトヘースト(Uitgeest)方面
- 普通 Sprinter（1時間に2本）

アムステルダム南駅、スキポール駅方面
- 1時間に5本

ヴェースプ、レーリースタット方面
- 普通 Stoptrein（1時間に2本）

ヴェースプ、ヒルヴァーサム方面
- Intercity（1時間に1〜2本）、普通 Stoptrein（1時間に2本）

アムステルダム・ベイルマー・アレーナ駅、ハウダ、ロッテルダム中央駅方面
- 普通 Sprinter（1時間に2本）

ユトレヒト、アイントホーフェン、マーストリヒト方面
- 隣のアムステルダム・ベイルマー・アレーナ駅まで行き、乗り換え

### アムステルダム市営交通会社
- メトロ50系統 環状線（Isolatorweg 〜 レリラーン駅 〜 南駅 〜 ベイルマー・アレーナ駅 〜 Gein）
- メトロ54系統（アムステルダム中央駅 〜 アムステル駅 〜 ベイルマー・アレーナ駅 〜 Gein）

## 駅構造
下層階にはNSの島式2面2線のホームおよびメインコンコースが、上層階にはNSとGVBの島式2面4線（内側路線をGVB、外側路線をNSが利用してホームは共用となった）のホームがある。

### 駅施設
- 窓口（切符予約・販売、サービス窓口）NS-service en verkooppunt
- 自動券売機 Kaartautomaten
- エスカレーター及びエレベーター
- 売店（AKO）、コンビニ（Albert Heijn To Go ）、ファーストフード店（Smuller's, C'est du pain ）

## 駅周辺
この駅はアムステルダム市南東区（Zuid-Oost）の北西端の住宅街と接しており、駅の東側は住宅街となっている。

## 近隣公共施設
- バス停

41,46,249,356系統

## 歴史
1993年にアムステルダムRAI駅からヴェースプ駅への東西の延伸路線が建設された時に、南北路線との乗り換え駅として建設された。なお、2006年にアムステルダムRAI駅からアムステルダム・ベイルマー・アレーナ駅へ直通する迂回路線（Utrechtboog）が出来た後は、スキポール駅方面からユトレヒト中央駅方面へ直通列車が走るようになったため、この駅の発着数が大幅に削減された。また、この迂回路線にはプラットホームが無いため、当駅は通過することになる。

## 隣の駅

### オランダ鉄道（NS）
南北路線
- アムステルダム・アムステル駅
- アムステルダム・ベイルマー・アレーナ駅

東西路線
- アムステルダムRAI駅
- ディーメン南駅